# Delicatula persimilis
Delicatula persimilis är en svampart som beskrevs av Malençon 1975. Delicatula persimilis ingår i släktet Delicatula och familjen Tricholomataceae.   Inga underarter finns listade i Catalogue of Life.